# Josef ben Efrajim Karo
Josef ben Efrajim Karo (1488 – 24. března 1575 Safed) byl judaistický sefardský učenec, rabín, halachista a kabalista narozený ve Španělsku. Byl znám též pod přezdívkami HaMechaber (Autor) a Maran (Náš mistr).
Pravděpodobným místem jeho narození je Toledo. Po vyhnání Židů ze Španělska v roce 1492 a z Portugalska v roce 1497 uprchl do Osmanské říše, kde se dostal do styku s kabalisty, zejména Solomonem Alkabecem. V roce 1538 odešel do Safedu, vedl tamní ješivu (školu) a předsedal rabínskému soudu. Byl proslulý svou vitalitou do pozdního věku, svou pátou manželku měl oplodnit v 81 letech.
K jeho nejvýznamnějším dílům patří halachický spis Bejt Josef (Dům Josefův), který byl komentářem ke spisu Jakoba ben Ašera Arba turim (Čtyři řady). Známější se však stala zkrácená verze tohoto Karova spisu, kterou vypracoval pro své studenty, a která vyšla pod názvem Šulchan aruch (Prostřený stůl). Vliv knihy souvisel i s tím, že šlo o první židovský zákoník vytištěný knihtiskem. Stal se tak na dlouho základním zákoníkem většiny židovských komunit po Evropě a Blízkém východě, byť vyvolal i polemiky a odmítnutí, zejména v aškenázském světě, jehož tradice málo odrážel – přijat tam byl až po doplnění několika komentářů, především polského rabína Moše Isserlese (jeho komentář je znám jako Mappa). Kniha si zachovala vliv, zejména v ortodoxních komunitách, až do moderní doby. Karo též vytvořil novou kabalistickou metodu: odpíral si spánek do té doby, než se začaly dostavovat „hlasy z nebes“, neboli poselství magida (anděla, božího posla), jež byl prý „personifikací Mišny“. Mystická vnuknutí z těchto probdělých nocí shrnul do spisu Magid mešarim (Kazatel spravedlnosti). Jeho žáky byli kabalisté Moše Cordovero a Moše Alšejch.